# Clugin
Clugin (rätoromanisch Clugen) ist eine Ortschaft in der Gemeinde Andeer, Kanton Graubünden. Bis zum 31. Dezember 2008 bildete sie eine eigene politische Gemeinde im Kreis Schams, Bezirk Hinterrhein. Sie wurde 2009 zusammen mit Pignia ein Teil der Gemeinde Andeer.

## Geschichte

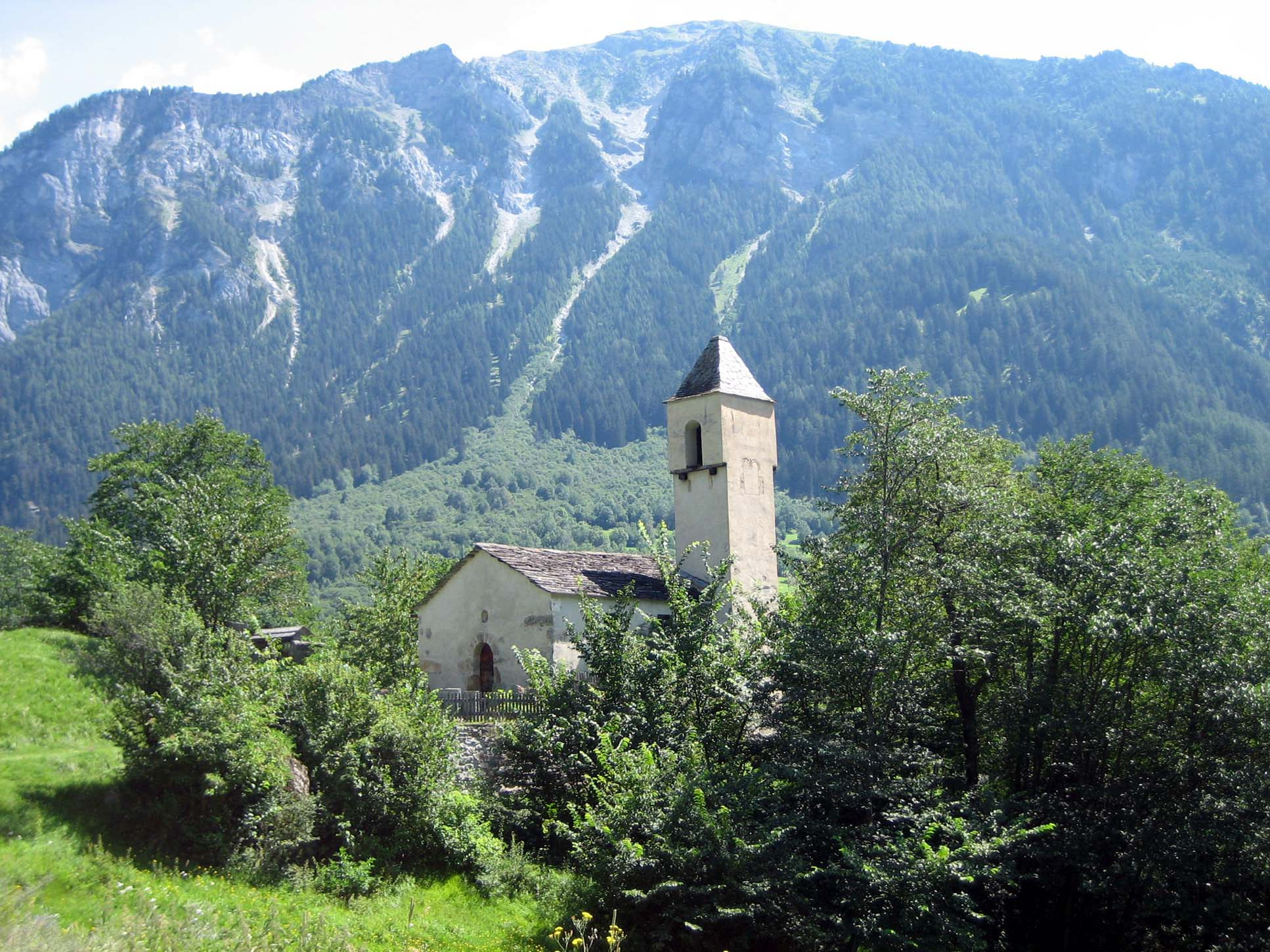
Reformierte Kirche Clugin

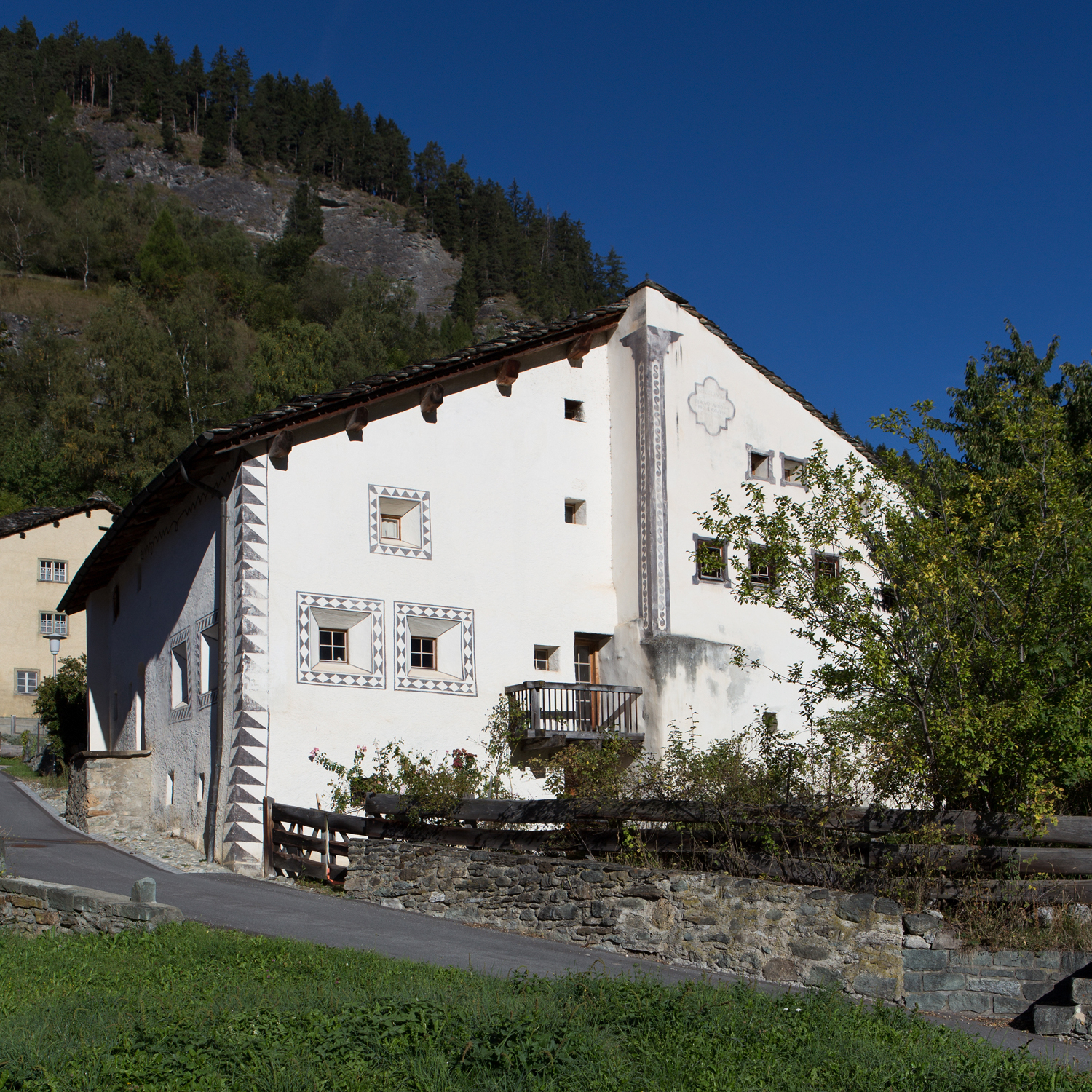
Wohnhaus am Standort Lavatér

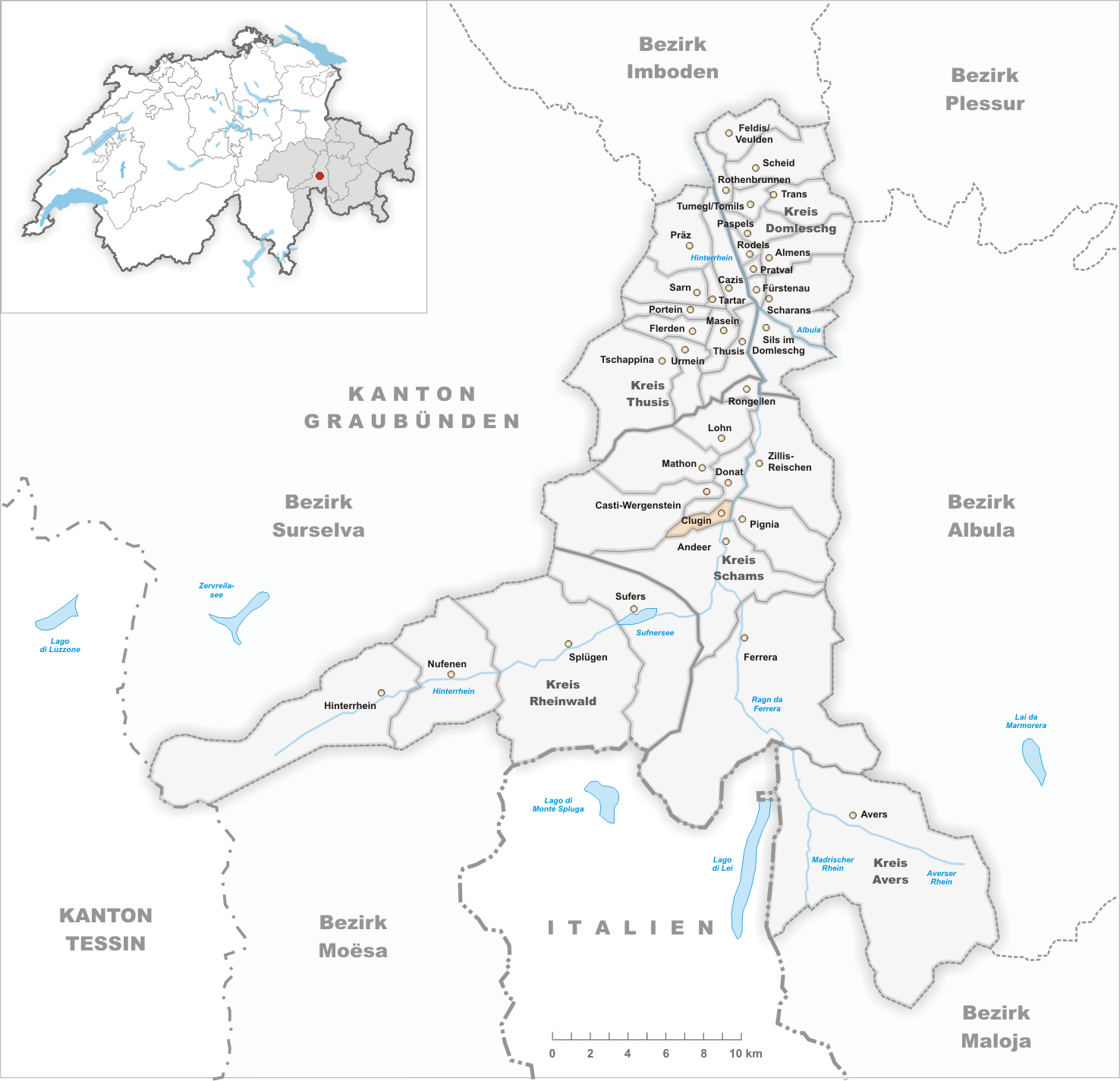
Gemeindestand vor der Fusion am 1. Januar 2009

Der Ort wurde 1243 als de Cloduno urkundlich erwähnt. Die romanische Burgruine Cagliatscha stammt aus dem 13. Jahrhundert. Für das frühe 13. Jahrhundert ist der Landesausbau mit Getreideanbau und Viehwirtschaft belegt. 1204 ist erstmals am Schamserberg eine Gemeinde freier Bauern mit eigenem Niedergericht belegt. Landesherren im Schams waren zuerst das Bistum Chur, danach die Freiherren von Vaz, später die Werdenberger und ab 1456 wieder die Churer. 1458 kaufte sich das Schams aus.
Kirchlich gehörte Clugin zu St. Martin in Zillis; die Kirche stammt aus dem 12. Jahrhundert (evntetuell St. Simplicius, erwähnt um 1500). Die dortigen Wandmalereien im Stil des Waltensburger Meisters stammen von ca. 1350. Das um 1530 zur Reformation übergetretene Clugin bildete 1627 bis 1894 mit den Dörfern des unteren Schamserbergs eine Pfarrei. Clugin war bis 1851 Nachbarschaft der Gerichtsgemeinde Schams und mit Donat, Pazen, Farden und Casti ein kleines (Zivil-)Gericht.
1951 erhielt Clugin bei Pignia-Bad Anschluss an die Kantonsstrasse. 1981 begann der agrarisch geprägte, aber auch stark nach Andeer orientierte Ort mit einer Melioration. 2009 schloss sich die bis dahin selbständige Gemeinde Clugin der Nachbargemeinde Andeer an.

## Bevölkerung
| Bevölkerungsentwicklung | Bevölkerungsentwicklung | Bevölkerungsentwicklung | Bevölkerungsentwicklung | Bevölkerungsentwicklung | Bevölkerungsentwicklung | Bevölkerungsentwicklung | Bevölkerungsentwicklung | Bevölkerungsentwicklung | Bevölkerungsentwicklung | Bevölkerungsentwicklung | Bevölkerungsentwicklung |
| ----------------------- | ----------------------- | ----------------------- | ----------------------- | ----------------------- | ----------------------- | ----------------------- | ----------------------- | ----------------------- | ----------------------- | ----------------------- | ----------------------- |
| Jahr                    | 1835                    | 1850                    | 1860                    | 1880                    | 1900                    | 1950                    | 1980                    | 1990                    | 2000                    | 2005                    | 2017                    |
| Einwohner               | 50                      | 59                      | 72                      | 47                      | 31                      | 62                      | 59                      | 33                      | 33                      | 27                      | 42                      |

### Sprachen
Die Einwohner Clugins sprachen ursprünglich Sutselvisch, eine bündnerromanische Mundart. Noch 1880 gaben alle 47 Personen Romanisch als Sprache an. Bis 1941 sank dieser Anteil auf 61 %. Heute ist Clugin einsprachig Deutsch. Einzige Behördensprache ist Deutsch, obwohl noch 15 % der Einwohnerschaft Romanisch verstehen.
| Sprachen in Clugin |                   |                   |                   |                   |                   |                   |
| Sprachen           | Volkszählung 1980 | Volkszählung 1980 | Volkszählung 1990 | Volkszählung 1990 | Volkszählung 2000 | Volkszählung 2000 |
| Sprachen           | Anzahl            | Anteil            | Anzahl            | Anteil            | Anzahl            | Anteil            |
| Deutsch            | 43                | 72,88 %           | 27                | 81,82 %           | 32                | 96,97 %           |
| Rätoromanisch      | 14                | 23,73 %           | 5                 | 15,15 %           | 1                 | 3,03 %            |
| Einwohner          | 59                | 100 %             | 33                | 100 %             | 33                | 100 %             |

### Nationalität
Von den 27 Bewohnern (Ende 2005) waren 26 Schweizer Staatsangehörige.

## Sehenswürdigkeiten
- Die Cluginer Kirche mit Malereien des Waltensburger Meisters stammt aus dem 12. Jahrhundert.[3]
- Die Ruine der Burg Cagliatscha

## Wirtschaft und Verkehr
Erst 1951 wurde Clugin ans Kantonsstrassennetz angeschlossen.